# Только любовь. Семицветник
«Только любовь. Семицветник» — седьмой поэтический сборник К. Д. Бальмонта, вышедший в ноябре 1903 года в московском издательстве «Гриф». В книгу вошло 119 стихотворений. Сборник до революции переиздавался трижды («Гриф», 1908; «Полное собрание стихов. Скорпион», т. 4, 1913; Собрание лирики. Москва, 1917. Кн. 6.).

## История
Поэт работал над сборником «Только любовь» летом 1903 года в Мерреккюле, дачной местности на
берегу Балтийского моря (на территории современной Эстонии):581. Эпиграф к книге («Я всему молюсь») был взят из романа Ф. М. Достоевского «Бесы».

## Известные стихотворения

### Снежинка
| Светло-пушистая, Снежинка белая, Какая чистая, Какая смелая! Дорогой бурною Легко проносится, Не в высь лазурную, На землю просится. Лазурь чудесную Она покинула, Себя в безвестную Страну низринула. В лучах блистающих Скользит, умелая, Средь хлопьев тающих Сохранно-белая. | Под ветром веющим Дрожит, взметается, На нем, лелеющем, Светло качается. Его качелями Она утешена, С его метелями Крутится бешено. Но вот кончается Дорога дальная, Земли касается Звезда кристальная. Лежит пушистая, Снежинка смелая. Какая чистая, Какая белая! |  |